# Fonction de Stumpff
Les fonctions de Stumpff, du nom du mathématicien Karl Stumpff (en), sont des développements en série entière utilisés en mécanique céleste dans la résolution de l'équation de Kepler.

## Définition
La fonction {\displaystyle c_{n}(x)} de Stumpff, est définie par :
La série converge pour tout réel {\displaystyle x}.

### Valeurs particulières
On remarque que :
- {\displaystyle c_{0}(x^{2})=\cos(x)}
- {\displaystyle c_{1}(x^{2})={\frac {\sin(x)}{x}}=\operatorname {sinc} (x)}, où sinc désigne le sinus cardinal
- {\displaystyle c_{2}(x^{2})={\frac {1-\cos(x)}{x^{2}}}}
- {\displaystyle c_{3}(x^{2})={\frac {x-\sin(x)}{x^{3}}}}

Ce sont essentiellement ces quatre fonctions qui interviennent dans la théorie de l'équation de Kepler elliptique.
Il suffit d'utiliser {\displaystyle c_{n}(-x^{2})} pour passer au cas hyperbolique : 
- {\displaystyle c_{0}(-x^{2})=\cosh(x)}
- {\displaystyle c_{1}(-x^{2})={\frac {\sinh(x)}{x}}}

## Propriétés
Les fonctions de Stumpff satisfont la relation de récurrence :
{\displaystyle \forall n\in \mathbb {N} ,\,xc_{n+2}(x)={\frac {1}{n!}}-c_{n}(x)}
On a également :
{\displaystyle 2{\frac {\mathrm {d} }{\mathrm {d} x}}c_{n}(x)=nc_{n+2}(x)-c_{n+1}(x)}
Pour tout entier positif n, {\displaystyle c_{n}(0)={\frac {1}{n!}}}.

## Utilité
La trajectoire d'un corps soumis aux lois de Kepler est :
- une ellipse si l'énergie est négative
- une branche d'hyperbole si l'énergie est positive
- une parabole si l'énergie est nulle (cas de Barker).

Les formules exprimant le mouvement sont donc différentes dans chaque cas, obligeant donc à considérer différentes fonctions, si par exemple une perturbation finie vient à changer le signe de l'énergie.
Stumpff a compris que les trois cas pouvaient s'exprimer d'une seule façon grâce à « ses » fonctions, qui ne sont que des formes modifiées du développement en série de sin et cos.